# Liste der argentinischen Botschafter in Brasilien

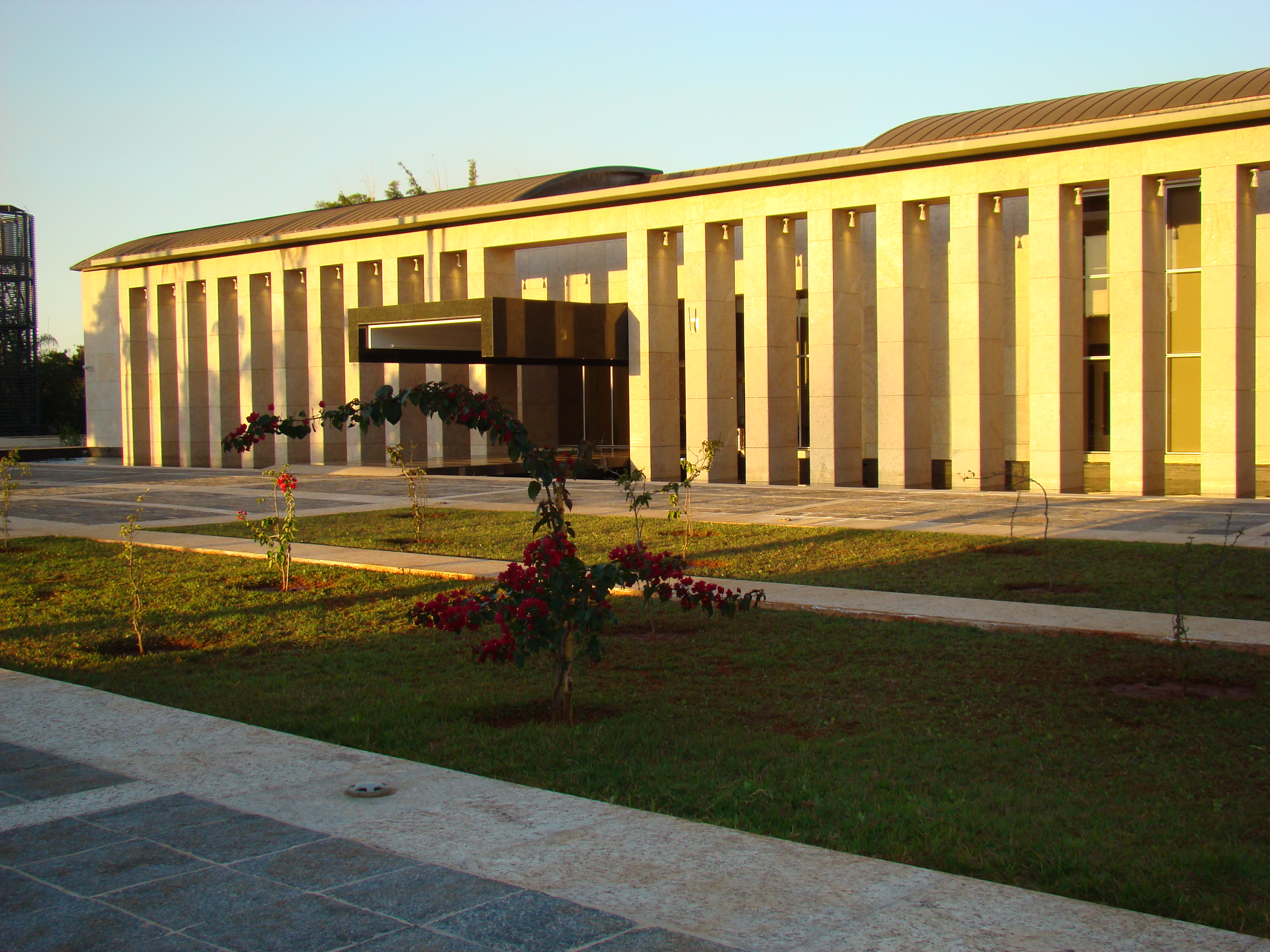
Die Botschaft befindet sich im Setor de Embaixadas Sul, Quadra 803, Lote 12, einem Grundstück mit 2,5 Hektar Ausdehnung in Brasília.

| Ernannt / Akkreditiert | Name                         | Bemerkungen                                  | ernannt von                    | akkreditiert während der Regierung von | Posten verlassen |
| ---------------------- | ---------------------------- | -------------------------------------------- | ------------------------------ | -------------------------------------- | ---------------- |
| 1827                   | Manuel José García           |                                              | Vicente López y Planes         | Peter I.                               |                  |
| 1828                   | Manuel de Sarratea           |                                              | Juan Manuel de Rosas           | Peter I.                               |                  |
| 1864                   | José Mármol                  |                                              | Bartolomé Mitre                | Peter II.                              |                  |
| 1866                   | Juan C. Torrent              |                                              | Bartolomé Mitre                | Peter II.                              |                  |
| 1868                   | Wenceslao Paunero            |                                              | Domingo Faustino Sarmiento     | Peter II.                              |                  |
| 1872                   | Bartolomé Mitre              | außerordentlicher Gesandter in Sondermission | Domingo Faustino Sarmiento     | Peter II.                              |                  |
| 1874                   | Luis Domínguez               |                                              | Nicolás Avellaneda             | Peter II.                              |                  |
| 1875                   | Carlos Tejedor               |                                              | Nicolás Avellaneda             | Peter II.                              |                  |
| 1875                   | Luis L. Domínguez            |                                              | Nicolás Avellaneda             | Peter II.                              |                  |
| 1882                   | José Evaristo Uriburu        | trat das Amt nicht an                        | Julio Argentino Roca           | Peter II.                              |                  |
| 1882                   | Jacinto Villegas             |                                              | Julio Argentino Roca           | Peter II.                              |                  |
| 1883                   | Martín García Mérou          |                                              | Julio Argentino Roca           | Peter II.                              |                  |
| 1883                   | Vicente G. Quesada           |                                              | Julio Argentino Roca}          | Peter II.                              | 1885             |
| 1885                   | Enrique B. Moreno            |                                              | Julio Argentino Roca           | Peter II.                              |                  |
| 1891                   | Agustín Arroyo               |                                              | Carlos Pellegrini              | Floriano Peixoto                       |                  |
| 1894                   | Martín García Merou          |                                              | Luis Sáenz Peña                | Prudente de Morais                     |                  |
| 1895                   | Epifanio Portela             |                                              | Julio Argentino Roca           | Prudente de Morais                     | 1898             |
| 1898                   | Manuel Gorostiaga            |                                              | Julio Argentino Roca           | Manuel Ferraz de Campos Sales          | 1907             |
| 1910                   | José María Cantilo           | Geschäftsträger                              | Roque Sáenz Peña               | Hermes Rodrigues da Fonseca            |                  |
| 1912                   | Julio Argentino Roca         |                                              | Roque Sáenz Peña               | Hermes Rodrigues da Fonseca            | 1914             |
| 1936                   | Ramón José Cárcano           |                                              | Agustín Pedro Justo            | Getúlio Vargas                         |                  |
| 20. Feb. 1938          | Julio Argentino Pascual Roca |                                              | Roberto María Ortiz            | Getúlio Vargas                         | 2. Sep. 1940     |
| 1940                   | Eduardo Labougle Carranza    |                                              | Roberto María Ortiz            | Getúlio Vargas                         |                  |
| 1943                   | Arturo Rawson                |                                              | Pedro Pablo Ramírez            | Getúlio Vargas                         |                  |
| 1945                   | Nicolás C. Accame            |                                              | Edelmiro Julián Farrell        | José Linhares                          | 1947             |
| 1947                   | Juan Isaac Cooke             |                                              | Juan Perón                     | Eurico Gaspar Dutra                    | 1954             |
| 1955                   | José Amado Conte Grand       |                                              | Eduardo Lonardi                | Nereu Ramos                            | 1955             |
| 1955                   | Felipe Aja Espil             |                                              | Eduardo Lonardi                | Nereu Ramos                            | 1959             |
| 1959                   | Carlos Manuel Muñiz          |                                              | Arturo Frondizi                | Juscelino Kubitschek                   | 1962             |
| 6. Juli 1962           | Atilio Dell’Oro Maini        | trat das Amt nicht an                        | José María Guido               | João Goulart                           |                  |
| 1963                   | Carlos Alberto Fernández     |                                              | Arturo Umberto Illia           | João Goulart                           | 1966             |
| 1966                   | Mario Octavio Amadeo         |                                              | Juan Carlos Onganía            | Humberto Castelo Branco                | 1970             |
| 1970                   | Osiris Villegas              |                                              | Roberto Marcelo Levingston     | Emílio Garrastazu Médici               | 1972             |
| 1972                   | José M. Alvarez de Toledo    |                                              | Alejandro Agustín Lanusse      | Emílio Garrastazu Médici               | 1974             |
| 1976                   | Oscar Camilión               |                                              | Jorge Rafael Videla            | Ernesto Geisel                         | 1981             |
| 1981                   | Hugo Caminos                 |                                              | Roberto Eduardo Viola          | João Baptista de Oliveira Figueiredo   | 1984             |
| 1984                   | Rafael Maximilian Vázquez    |                                              | Raúl Alfonsín                  | João Baptista de Oliveira Figueiredo   | 1986             |
| 1988                   | Héctor Alberto Subiza        | Raúl Alfonsín                                | José Sarney                    | 1990                                   |                  |
| 1990                   | José Manuel De La Sola       |                                              | Carlos Menem                   | Fernando Collor de Mello               | 1993             |
| 1993                   | Alieto Aldo Guadagni         |                                              | Carlos Menem                   | Itamar Franco                          | 1995             |
| 1996                   | Diego Ramiro Guelar          |                                              | Carlos Menem                   | Fernando Henrique Cardoso              | 1997             |
| 1997                   | Jorge Hugo Herrera Vegas     |                                              | Carlos Menem                   | Fernando Henrique Cardoso              | 1999             |
| 1999                   | Juan José Uranga             |                                              | Fernando de la Rúa             | Fernando Henrique Cardoso              |                  |
| 2006                   | Juan Pablo Lohlé             |                                              | Néstor Kirchner                | Luiz Inácio Lula da Silva              | 2008             |
| 2007                   | José Manuel de la Sota       |                                              | Cristina Fernández de Kirchner | Luiz Inácio Lula da Silva              | 2011             |
| 12. Jan. 2012          | Luis Maria Kreckler          |                                              | Cristina Fernández de Kirchner | Dilma Rousseff                         |                  |